# Taillon (circonscription provinciale)
Pour les articles homonymes, voir Taillon.
Circonscription électorale provinciale du Canada
Taillon est l'une des 125 circonscriptions électorales provinciales du Québec. Elle est située dans la région administrative de la Montérégie et comprend une partie de la ville de Longueuil. 

## Historique
La circonscription a été créée en 1965, pour les élections de 1966, à partir de parties des circonscriptions de Chambly et de Verchères. Elle a été nommée en l'honneur de l'ancien Premier ministre Louis-Olivier Taillon, qui fut député de Chambly.
En 1972, la circonscription cède une partie de son territoire à la nouvelle circonscription de Laporte.  Huit ans plus tard, soit en 1980, un remaniement important des circonscriptions de la rive-sud de Montréal modifie considérablement le territoire de Taillon. Sa partie sud devient la circonscription de Vachon, et Taillon s'étend au nord en reprenant une partie du territoire de Laporte. Lors des découpages de la carte électorale de 1985 et de 1988, il n'y a aucun changement apporté à la circonscription de Taillon. Le changement suivant remonte à 1992 où une modification de la limite avec Vachon est effectuée. Puis en 2011 Taillon cède une portion de territoire à la circonscription de 
Marie-Victorin.
Taillon a été représentée par le premier ministre René Lévesque de 1976 à 1985, et par la ministre et future première ministre Pauline Marois de 1989 à 2006. Pendant 42 ans, de 1976 à 2018, la circonscription a été représentée par un député du Parti québécois.

## Territoire et limites
La circonscription de Taillon comprend la partie de l'arrondissement du Vieux-Longueuil située au nord du chemin de Chambly et de son prolongement, dans la ville de Longueuil.

## Liste des députés
| Législature                               | Années       | Député         | Député         | Parti            |
| ----------------------------------------- | ------------ | -------------- | -------------- | ---------------- |
| Taillon Créée depuis Chambly et Verchères |              |                |                |                  |
| 28e                                       | 1966–1970    |                | Guy Leduc      | Libéral          |
| 29e                                       | 1970–1973    |                | Guy Leduc      | Libéral          |
| 30e                                       | 1973–1975    |                | Guy Leduc      | Libéral          |
| 30e                                       | 1975–1976    |                | Guy Leduc      | Indépendant      |
| 31e                                       | 1976–1981    |                | René Lévesque  | Parti québécois  |
| 32e                                       | 1981–1985    |                | René Lévesque  | Parti québécois  |
| 33e                                       | 1985–1989    | Claude Filion  |                | Parti québécois  |
| 34e                                       | 1989–1994    | Pauline Marois |                | Parti québécois  |
| 35e                                       | 1994–1998    | Pauline Marois |                | Parti québécois  |
| 36e                                       | 1998–2003    | Pauline Marois |                | Parti québécois  |
| 37e                                       | 2003–2006    | Pauline Marois |                | Parti québécois  |
| 37e                                       | 2006–2007    | Marie Malavoy  |                | Parti québécois  |
| 38e                                       | 2007–2008    | Marie Malavoy  |                | Parti québécois  |
| 39e                                       | 2008–2012    | Marie Malavoy  |                | Parti québécois  |
| 40e                                       | 2012–2014    | Marie Malavoy  |                | Parti québécois  |
| 41e                                       | 2014–2018    | Diane Lamarre  |                | Parti québécois  |
| 42e                                       | 2018–2022    |                | Lionel Carmant | Coalition avenir |
| 43e                                       | 2022–présent |                | Lionel Carmant | Coalition avenir |

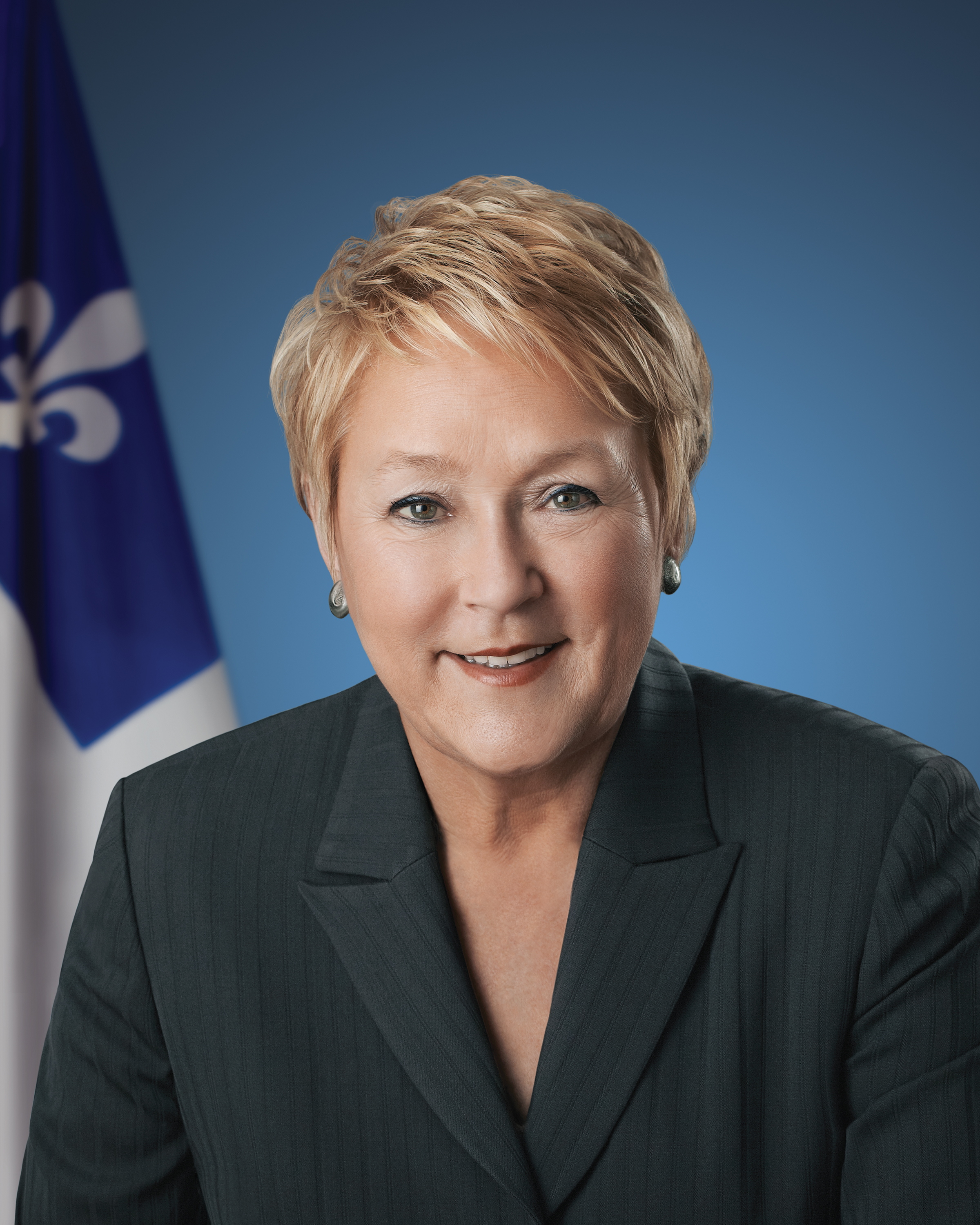
Pauline Marois qui deviendra première ministre du Québec de 2012-2014.

## Résultats électoraux

### Évolution pour les principaux partis
| |
| - Parti libéral - Union nationale (ancien) - Parti québécois - Crédit social (ancien) - Action démocratique (ancien) - Québec solidaire - Coalition avenir - Parti conservateur |

### Résultats détaillés
|                                                                                               | Nom                         | Parti                 | Nombre de voix | %      | Maj.  |
| --------------------------------------------------------------------------------------------- | --------------------------- | --------------------- | -------------- | ------ | ----- |
|                                                                                               | Lionel Carmant (sortant)    | Coalition avenir      | 14 635         | 41,5 % | 7 475 |
|                                                                                               | Andrée-Anne Bouvette-Turcot | Parti québécois       | 7 160          | 20,3 % | -     |
|                                                                                               | Manon Blanchard             | Québec solidaire      | 6 663          | 18,9 % | -     |
|                                                                                               | Omar Cissé                  | Libéral               | 4 096          | 11,6 % | -     |
|                                                                                               | Pierre-Marc Boyer           | Conservateur          | 2 280          | 6,5 %  | -     |
|                                                                                               | Frédéric Ouellet            | Climat Québec         | 336            | 1 %    | -     |
|                                                                                               | Pierre Savignac             | L'union fait la force | 86             | 0,2 %  | -     |
| Total                                                                                         | Total                       | Total                 | 35 256         | 100 %  |       |
| Le taux de participation lors de l'élection était de 67,7 % et 441 bulletins ont été rejetés. |                             |                       |                |        |       |

|                                                                                               | Nom                      | Parti            | Nombre de voix | %      | Maj.  |
| --------------------------------------------------------------------------------------------- | ------------------------ | ---------------- | -------------- | ------ | ----- |
|                                                                                               | Lionel Carmant           | Coalition avenir | 12 186         | 33,8 % | 2 048 |
|                                                                                               | Diane Lamarre (sortante) | Parti québécois  | 10 138         | 28,1 % | -     |
|                                                                                               | Manon Blanchard          | Québec solidaire | 6 382          | 17,7 % | -     |
|                                                                                               | Mohammed Barhone         | Libéral          | 6 042          | 16,7 % | -     |
|                                                                                               | Mel-Lyna Cadieux Walker  | Vert             | 766            | 2,1 %  | -     |
|                                                                                               | Jonathan Leduc           | NPD Québec       | 349            | 1 %    | -     |
|                                                                                               | Gerardin Verty           | Conservateur     | 235            | 0,7 %  | -     |
| Total                                                                                         | Total                    | Total            | 36 098         | 100 %  |       |
| Le taux de participation lors de l'élection était de 69,1 % et 595 bulletins ont été rejetés. |                          |                  |                |        |       |

|                                                                                               | Nom                    | Parti            | Nombre de voix | %      | Maj.  |
| --------------------------------------------------------------------------------------------- | ---------------------- | ---------------- | -------------- | ------ | ----- |
|                                                                                               | Diane Lamarre          | Parti québécois  | 12 148         | 33,8 % | 1 372 |
|                                                                                               | Maxime Tessier         | Libéral          | 10 776         | 30 %   | -     |
|                                                                                               | Sébastien Vaillancourt | Coalition avenir | 8 704          | 24,2 % | -     |
|                                                                                               | Manon Blanchard        | Québec solidaire | 3 994          | 11,1 % | -     |
|                                                                                               | Éric Gervais-Després   | Option nationale | 320            | 0,9 %  | -     |
| Total                                                                                         | Total                  | Total            | 35 942         | 100 %  |       |
| Le taux de participation lors de l'élection était de 70,8 % et 681 bulletins ont été rejetés. |                        |                  |                |        |       |

|                                                                                               | Nom                          | Parti                  | Nombre de voix | %      | Maj.  |
| --------------------------------------------------------------------------------------------- | ---------------------------- | ---------------------- | -------------- | ------ | ----- |
|                                                                                               | Marie Malavoy (sortante)     | Parti québécois        | 15 508         | 40,2 % | 4 736 |
|                                                                                               | Pierre Cimoné                | Coalition avenir       | 10 772         | 27,9 % | -     |
|                                                                                               | Marie-Ève Pelletier          | Libéral                | 7 470          | 19,4 % | -     |
|                                                                                               | Manon Blanchard              | Québec solidaire       | 2 874          | 7,5 %  | -     |
|                                                                                               | Julien-Alexandre Bilodeau    | Option nationale       | 932            | 2,4 %  | -     |
|                                                                                               | Carole Mainville Bériault    | Vert                   | 590            | 1,5 %  | -     |
|                                                                                               | Robert Morin                 | Indépendant            | 183            | 0,5 %  | -     |
|                                                                                               | Marie-Noëlle Mondoux-Lemoine | Coalition constituante | 175            | 0,5 %  | -     |
|                                                                                               | Normand Fournier             | Marxiste-léniniste     | 65             | 0,2 %  | -     |
| Total                                                                                         | Total                        | Total                  | 38 569         | 100 %  |       |
| Le taux de participation lors de l'élection était de 76,8 % et 476 bulletins ont été rejetés. |                              |                        |                |        |       |

|                                                                                               | Nom                      | Parti                        | Nombre de voix | %      | Maj.  |
| --------------------------------------------------------------------------------------------- | ------------------------ | ---------------------------- | -------------- | ------ | ----- |
|                                                                                               | Marie Malavoy (sortante) | Parti québécois              | 15 031         | 46,4 % | 4 340 |
|                                                                                               | Richard Bélisle          | Libéral                      | 10 691         | 33 %   | -     |
|                                                                                               | Karine Simard            | Action démocratique          | 3 889          | 12 %   | -     |
|                                                                                               | Manon Blanchard          | Québec solidaire             | 1 374          | 4,2 %  | -     |
|                                                                                               | Simon Bernier            | Vert                         | 1 094          | 3,4 %  | -     |
|                                                                                               | Éric Tremblay            | Parti indépendantiste (2008) | 349            | 1,1 %  | -     |
| Total                                                                                         | Total                    | Total                        | 32 428         | 100 %  |       |
| Le taux de participation lors de l'élection était de 58,6 % et 571 bulletins ont été rejetés. |                          |                              |                |        |       |

|                                                                                               | Nom                      | Parti               | Nombre de voix | %      | Maj.  |
| --------------------------------------------------------------------------------------------- | ------------------------ | ------------------- | -------------- | ------ | ----- |
|                                                                                               | Marie Malavoy (sortante) | Parti québécois     | 14 040         | 35,5 % | 1 452 |
|                                                                                               | Karine Simard            | Action démocratique | 12 588         | 31,8 % | -     |
|                                                                                               | Anne Pâquet              | Libéral             | 9 104          | 23 %   | -     |
|                                                                                               | Jonathan Mortreux        | Vert                | 1 977          | 5 %    | -     |
|                                                                                               | Manon Blanchard          | Québec solidaire    | 1 873          | 4,7 %  | -     |
| Total                                                                                         | Total                    | Total               | 39 582         | 100 %  |       |
| Le taux de participation lors de l'élection était de 71,8 % et 434 bulletins ont été rejetés. |                          |                     |                |        |       |

|                                                                                               | Nom                     | Parti               | Nombre de voix | %      | Maj.  |
| --------------------------------------------------------------------------------------------- | ----------------------- | ------------------- | -------------- | ------ | ----- |
|                                                                                               | Marie Malavoy           | Parti québécois     | 8 309          | 43,6 % | 2 343 |
|                                                                                               | Véronique Mercier       | Libéral             | 5 966          | 31,3 % | -     |
|                                                                                               | Karine Simard           | Action démocratique | 2 569          | 13,5 % | -     |
|                                                                                               | Manon Blanchard         | Québec solidaire    | 1 373          | 7,2 %  | -     |
|                                                                                               | Yvon Rudolphe           | Vert                | 575            | 3 %    | -     |
|                                                                                               | Tristan Dénommée Pigeon | Indépendant         | 143            | 0,7 %  | -     |
|                                                                                               | Francis Beuzard         | Bloc pot            | 133            | 0,7 %  | -     |
| Total                                                                                         | Total                   | Total               | 19 068         | 100 %  |       |
| Le taux de participation lors de l'élection était de 34,8 % et 197 bulletins ont été rejetés. |                         |                     |                |        |       |

|                                                                                             | Nom                       | Parti               | Nombre de voix | %      | Maj.  |
| ------------------------------------------------------------------------------------------- | ------------------------- | ------------------- | -------------- | ------ | ----- |
|                                                                                             | Pauline Marois (sortante) | Parti québécois     | 17 603         | 45,8 % | 4 483 |
|                                                                                             | Annie Evrard              | Libéral             | 13 120         | 34,2 % | -     |
|                                                                                             | Karine Simard             | Action démocratique | 6 353          | 16,5 % | -     |
|                                                                                             | David Fiset               | Bloc pot            | 556            | 1,4 %  | -     |
|                                                                                             | Gabriel Fiset             | UFP                 | 545            | 1,4 %  | -     |
|                                                                                             | Xavier Rochon             | Indépendant         | 216            | 0,6 %  | -     |
| Total                                                                                       | Total                     | Total               | 38 393         | 100 %  |       |
| Le taux de participation lors de l'élection était de 71 % et 580 bulletins ont été rejetés. |                           |                     |                |        |       |

|                                                                                             | Nom                       | Parti                 | Nombre de voix | %      | Maj.  |
| ------------------------------------------------------------------------------------------- | ------------------------- | --------------------- | -------------- | ------ | ----- |
|                                                                                             | Pauline Marois (sortante) | Parti québécois       | 21 154         | 53 %   | 8 782 |
|                                                                                             | Nicole Bourget Laramée    | Libéral               | 12 372         | 31 %   | -     |
|                                                                                             | Manon Bezeau              | Action démocratique   | 5 877          | 14,7 % | -     |
|                                                                                             | Pascal Durand             | Démocratie socialiste | 345            | 0,9 %  | -     |
|                                                                                             | Monique Murray            | Parti innovateur      | 147            | 0,4 %  | -     |
| Total                                                                                       | Total                     | Total                 | 39 895         | 100 %  |       |
| Le taux de participation lors de l'élection était de 78 % et 509 bulletins ont été rejetés. |                           |                       |                |        |       |

|                                                                                                 | Nom                       | Parti           | Nombre de voix | %      | Maj.  |
| ----------------------------------------------------------------------------------------------- | ------------------------- | --------------- | -------------- | ------ | ----- |
|                                                                                                 | Pauline Marois (sortante) | Parti québécois | 23 315         | 61 %   | 9 994 |
|                                                                                                 | Philippe Angers           | Libéral         | 13 321         | 34,8 % | -     |
|                                                                                                 | René-William Roy          | Loi naturelle   | 844            | 2,2 %  | -     |
|                                                                                                 | Réal Pineault             | Socialiste      | 746            | 2 %    | -     |
| Total                                                                                           | Total                     | Total           | 38 226         | 100 %  |       |
| Le taux de participation lors de l'élection était de 81,8 % et 1 424 bulletins ont été rejetés. |                           |                 |                |        |       |

|                                                                                               | Nom                  | Parti                        | Nombre de voix | %      | Maj.  |
| --------------------------------------------------------------------------------------------- | -------------------- | ---------------------------- | -------------- | ------ | ----- |
|                                                                                               | Pauline Marois       | Parti québécois              | 18 983         | 55,9 % | 6 421 |
|                                                                                               | Rodrigue Dubé        | Libéral                      | 12 562         | 37 %   | -     |
|                                                                                               | Richard Briggs       | Vert                         | 1 362          | 4 %    | -     |
|                                                                                               | Marc Vachon          | NPD Québec                   | 508            | 1,5 %  | -     |
|                                                                                               | Marie-Claire Ferland | Travailleurs                 | 302            | 0,9 %  | -     |
|                                                                                               | Erich Laforest       | Parti indépendantiste (1985) | 232            | 0,7 %  | -     |
| Total                                                                                         | Total                | Total                        | 33 949         | 100 %  |       |
| Le taux de participation lors de l'élection était de 74,9 % et 892 bulletins ont été rejetés. |                      |                              |                |        |       |

|                                                                                               | Nom                        | Parti                        | Nombre de voix | %      | Maj.  |
| --------------------------------------------------------------------------------------------- | -------------------------- | ---------------------------- | -------------- | ------ | ----- |
|                                                                                               | Claude Filion              | Parti québécois              | 15 154         | 50,5 % | 1 963 |
|                                                                                               | Ginette Desjardins Olivier | Libéral                      | 13 191         | 43,9 % | -     |
|                                                                                               | Jean-Serge Baribeau        | NPD Québec                   | 791            | 2,6 %  | -     |
|                                                                                               | Michel Milette             | Parti indépendantiste (1985) | 418            | 1,4 %  | -     |
|                                                                                               | Jean-Paul Paré             | Union nationale              | 285            | 0,9 %  | -     |
|                                                                                               | Michel Bilodeau            | Crédit social uni            | 91             | 0,3 %  | -     |
|                                                                                               | François Séguin            | Socialisme chrétien          | 91             | 0,3 %  | -     |
| Total                                                                                         | Total                      | Total                        | 30 021         | 100 %  |       |
| Le taux de participation lors de l'élection était de 72,8 % et 695 bulletins ont été rejetés. |                            |                              |                |        |       |

|                                                                                               | Nom                     | Parti              | Nombre de voix | %      | Maj.   |
| --------------------------------------------------------------------------------------------- | ----------------------- | ------------------ | -------------- | ------ | ------ |
|                                                                                               | René Lévesque (sortant) | Parti québécois    | 21 535         | 67,6 % | 12 035 |
|                                                                                               | Lawrence R. Wilson      | Libéral            | 9 500          | 29,8 % | -      |
|                                                                                               | Luc Gadoury             | Union nationale    | 619            | 1,9 %  | -      |
|                                                                                               | Pierre Arnault          | Indépendant        | 69             | 0,2 %  | -      |
|                                                                                               | Suzanne Ouellet         | Communiste ouvrier | 68             | 0,2 %  | -      |
|                                                                                               | Gaetan Bernard          | Crédit social uni  | 36             | 0,1 %  | -      |
|                                                                                               | Yves Boyer              | Marxiste-léniniste | 36             | 0,1 %  | -      |
| Total                                                                                         | Total                   | Total              | 31 863         | 100 %  |        |
| Le taux de participation lors de l'élection était de 77,2 % et 695 bulletins ont été rejetés. |                         |                    |                |        |        |

|                                                                                                 | Nom               | Parti                 | Nombre de voix | %      | Maj.   |
| ----------------------------------------------------------------------------------------------- | ----------------- | --------------------- | -------------- | ------ | ------ |
|                                                                                                 | René Lévesque     | Parti québécois       | 34 098         | 62,7 % | 22 345 |
|                                                                                                 | Fernand Blanchard | Libéral               | 11 753         | 21,6 % | -      |
|                                                                                                 | John E. de Souza  | Union nationale       | 6 189          | 11,4 % | -      |
|                                                                                                 | Henri Bourassa    | Ralliement créditiste | 2 129          | 3,9 %  | -      |
|                                                                                                 | Jacques Beaudoin  | Coalition NPD-RMS     | 256            | 0,5 %  | -      |
| Total                                                                                           | Total             | Total                 | 54 425         | 100 %  |        |
| Le taux de participation lors de l'élection était de 85,3 % et 1 359 bulletins ont été rejetés. |                   |                       |                |        |        |

|                                                                                                 | Nom                 | Parti           | Nombre de voix | %      | Maj. |
| ----------------------------------------------------------------------------------------------- | ------------------- | --------------- | -------------- | ------ | ---- |
|                                                                                                 | Guy Leduc (sortant) | Libéral         | 18 346         | 46,7 % | 577  |
|                                                                                                 | Guy Bisaillon       | Parti québécois | 17 769         | 45,2 % | -    |
|                                                                                                 | Bernard-E. Laplante | Créditiste      | 2 546          | 6,5 %  | -    |
|                                                                                                 | Marcel Marcoux      | Union nationale | 550            | 1,4 %  | -    |
|                                                                                                 | Jean-Paul Paré      | Indépendant     | 103            | 0,3 %  | -    |
| Total                                                                                           | Total               | Total           | 39 314         | 100 %  |      |
| Le taux de participation lors de l'élection était de 78,9 % et 1 333 bulletins ont été rejetés. |                     |                 |                |        |      |

|                                                                                                 | Nom                   | Parti           | Nombre de voix | %      | Maj.  |
| ----------------------------------------------------------------------------------------------- | --------------------- | --------------- | -------------- | ------ | ----- |
|                                                                                                 | Guy Leduc (sortant)   | Libéral         | 16 501         | 42,6 % | 5 363 |
|                                                                                                 | Jacques-Yvon Lefebvre | Parti québécois | 11 138         | 28,8 % | -     |
|                                                                                                 | Jacques Johnson       | Union nationale | 4 997          | 12,9 % | -     |
|                                                                                                 | Jean-P. Bernier       | Créditiste      | 2 826          | 7,3 %  | -     |
|                                                                                                 | Serge Mongeau         | Indépendant     | 2 998          | 7,7 %  | -     |
|                                                                                                 | Gaston Gobeil         | Indépendant     | 134            | 0,3 %  | -     |
|                                                                                                 | Robert Meunier        | Indépendant     | 113            | 0,3 %  | -     |
| Total                                                                                           | Total                 | Total           | 38 707         | 100 %  |       |
| Le taux de participation lors de l'élection était de 80,6 % et 1 302 bulletins ont été rejetés. |                       |                 |                |        |       |

|                                                                                               | Nom                 | Parti               | Nombre de voix | %      | Maj. |
| --------------------------------------------------------------------------------------------- | ------------------- | ------------------- | -------------- | ------ | ---- |
|                                                                                               | Guy Leduc           | Libéral             | 8 627          | 38,6 % | 210  |
|                                                                                               | Paul-Émile Labrosse | Union nationale     | 8 417          | 37,7 % | -    |
|                                                                                               | Jacques Ferron      | RIN                 | 4 097          | 18,3 % | -    |
|                                                                                               | Robert Tremblay     | Ralliement national | 685            | 3,1 %  | -    |
|                                                                                               | Gaston Prévost      | Indépendant         | 517            | 2,3 %  | -    |
| Total                                                                                         | Total               | Total               | 22 343         | 100 %  |      |
| Le taux de participation lors de l'élection était de 59,9 % et 696 bulletins ont été rejetés. |                     |                     |                |        |      |

## Référendums
|  | Référendum                     | % du OUI | % du NON | Taux de participation |
|  | Référendum de 1980             | 50,99 %  | 49,01 %  | 84,34 %               |
|  | Accord de Charlottetown (1992) | 31,37 %  | 68,63 %  | 84,12 %               |
|  | Référendum de 1995             | 60,91 %  | 39,09 %  | 94,24 %               |